# 圣保罗-达尔贡
圣保罗-达尔贡（義大利語：San Paolo d'Argon），是意大利贝加莫省的一个市镇。总面积5.07平方公里，人口5361人，人口密度1057.4人/平方公里（2009年）。国家统计（ISTAT）代码为016189。